# Chodsigoa dabieshanensis
Chodsigoa dabieshanensis és una espècie d'eulipotifle de la família de les musaranyes (Soricidae). És endèmica de la província d'Anhui, a l'est de la Xina, on viu a altituds d'entre 750 i 1.250 msnm. El seu hàbitat natural són els boscos caducifolis de frondoses. Té una llargada de cap a gropa de 62–73 mm, la cua d'aproximadament 60 mm i un pes de 4,67–5,89 g. El pelatge dorsal és de color marró fosc, mentre que el ventral és més clar. El seu nom específic, dabieshanensis, significa ‘de Dabie Shan’ en llatí. Com que fou descoberta fa poc, l'estat de conservació d'aquesta espècie encara no ha estat avaluat formalment.